# 低鉀血症
低钾血症（拉丁語：hypokalemia）是指血液中鉀離子（K+）不足的情形。正常的鉀離子在3.5至5.0mmol/L（3.5至5.0mEg/L）之間，若濃度小於3.5mmol/L，即為低钾血症。鉀離子略低一般不會有明顯症狀。低钾血症的常見症狀有疲勞、腳抽筋、虛弱以及便秘。低钾血症會增加心律不整的風險，多半會是心跳过缓，可能進而造成心搏停止。
低钾血症的病因包括腹瀉、使用呋塞米或類固醇藥物、透析、尿崩症、醛固酮增多症、低血鎂症，及接觸到氟化氫、氫氟酸等氟化物，或是飲食中鉀的攝取不足，若濃度小於2.5mmol/L，是嚴重的低钾血症低钾血症可以由心电图（ECG）中檢查出來。相反的，高鉀血症是指血液中鉀離子過多的情形。
需補充鉀離子的速度會依照心電圖上是否有相關症狀而定，若是輕微的低钾血症，可以透過調整飲食來改善。鉀離子補充劑可以口服，也可以用注射方式來給藥。若是用注射方式給藥，一般每小時會小於20 mmol，若需要提供高濃度的鉀溶液（>40 mmol/L），儘量透過中心靜脈導管給藥。也可能需要補充鎂離子。
低钾血症是最常見的電解質不平衡，住院的病患中，有20%有低钾血症。低钾血症的英文hypokalemia源自表示低下的hypo、表示鉀的kalium以及表示血液疾病的 -emia。

## 症狀
輕微的低钾血症通常沒有顯著症狀，但仍會引發血壓增高，偶而甚至進一步引發心律失調。中等程度的低血鉀則會導致肌肉無力、酸痛、抽筋、以及便秘。更嚴重的低血鉀更可能導致急性無力肢體麻痺（Flaccid paralysis）及反射減弱。更有案例顯示重度低钾血症患者〈血清血鉀含量低於 2 mEq/L〉有橫紋肌溶解症的症狀。此外多數患者身上亦發現通氣不足的症狀，肇因於骨骼肌受損。
心電圖檢測可以發現T波變平或倒立、ST間隔下沉、及過長的PR間隔。因為心臟內浦金氏纖維的再極化時間延長，亦能發現U波變高，並在多數案例中與 T波疊合，形成過長的QT間隔。嚴重會至心跳停止、心肌損傷。

## 病因
低血鉀可以由以下一项或多项医学原因造成：

### 钾摄入不足
長時間不能夠或不願意正常進食，钾摄入不足（即低钾饮食）或饥饿，也會引起低血鉀，但在没有机体大量失钾的情况下，很少会发生这样的状况，較常見於瘦弱的老年人、酗酒者、神經性厭食症的病人。

### 胃肠道流失
最常見的原因是從腸胃道過度流失鉀離子，通常是因為水分大量流失使得鉀離子被"沖"出體外。最典型的情況是腹瀉、大量流汗，或是在外科手術中流失水分。嘔吐也可以導致低血鉀，雖然嘔吐物中的鉀離子含量並不高，但是在嘔吐後發生的尿重碳酸鹽增多症，會強迫泌尿系統排出鉀離子，導致鉀離子經由尿液大量流失（參見後節鹼中毒）。其他胃腸道原因包括胰臟瘻管（pancreatic fistulae）和腺瘤（adenoma）。

### 泌尿道流失
有些臨床藥物會導致鉀離子經由尿液過量流失，常見的有利尿劑中的噻嗪類利尿劑（thiazide diuretics, 例如：氫氯噻嗪（Hydrochlorothiazide），和高效能利尿劑，例如：呋塞米）。其他藥物還有抗黴菌劑两性霉素B或是抗癌藥物顺铂，也都可以導致長期低血鉀。
糖尿病酮症酸中毒是一種也會導致鉀離子流失的疾病，除了因為頻尿導致鉀離子從尿液大量排出以外，當腎小管在排出酮陰離子β-羥基丁酸酯（β-hydroxybutyrate）時，也會將鉀離子與酮陰離子同時排至尿液以維持腎小管的電荷平衡。
低血鎂（Hypomagnesemia）也會引起低血鉀，這是由於控制體內鉀離子平衡時也需要鎂離子，若是已經補充鉀離子而仍然有低血鉀的症狀時，低血鎂會變得更明顯，並可能有其他電解質不平衡的情形。
鹼中毒（Alkalosis）會經由兩種機制導致短暫的低血鉀：第一種是由於鹼中毒導致血浆及组织液中的鉀離子移至細胞內，可能是經由刺激鈉氫離子交換（Sodium–hydrogen antiporter）和後續地活化鈉鉀泵活性而發生。第二種則是由於血中碳酸氫鹽濃度急性上升（例如由嘔吐引起），將會超過近端腎小管再吸收碳酸氫鹽陰離子的能力，使得鉀離子同時被排出以維持電荷平衡。代謝性鹼中毒通常出現在血液大量流失，所以也會由醛固酮調節機制而流失鉀離子。
會導致醛固酮異常高的疾病，將會導致高血壓及過度地由尿液流失鉀離子。這些疾病包括肾动脉狭窄和腎上腺腫瘤（通常是良性的），例如康氏症（Conn's syndrome，一種原發性高醛固酮血症）。庫興氏症候群由於過多的皮質醇結合到鈉鉀泵形成類似醛固酮的作用，也會導致低血鉀。在AME（apparent mineralocorticoid excess syndrome）這種疾病中，由於11-beta-hydroxysteroid dehydrogenase type 2 enzyme缺乏活性，使皮質醇刺激醛固酮受體，因此導致病患產生高血壓和低血鉀症狀；AME可以是隱性遺傳或是因為食入甘草酸而發生。甘草酸通常在甘草萃取物中出現，有時也會在草藥、糖果或是煙草中發現。
巴特氏症候群或吉特曼症候群（Gitelman syndrome）這類罕見的遺傳性腎臟鹽類運送蛋白質缺陷疾病，也會經由如同利尿劑的作用引起低血鉀。但與原發性高醛固酮血症相反，患有這類疾病的病患，其血壓通常呈現正常或偏低。

### 自細胞間質液流失
除了鹼中毒，也有其他因素會刺激鈉鉀泵導致鉀離子短暫地移動到細胞中 ，主要是一些激素和藥物，包括胰島素、腎上腺素、其他乙型交感神經受體致效劑，例如：沙丁胺醇與沙美特羅、和黃嘌呤（例如茶鹼）。
某些罕見的肌肉離子通道和轉運蛋白質遺傳疾病可能導致「低血鉀週期性無力症」（hypokalemic periodic paralysis），病患會偶然地發生嚴重低血鉀和肌肉無力。這類疾病使細胞對邻苯二酚、胰岛素和甲狀腺素這些正常的鉀離子調控過度敏感，使得鉀離子從細胞間質液流到肌肉細胞中。

### 其他原因
根據零星的個案報告(Case Report)，長期飲用可樂被懷疑可導致嚴重低血鉀，有些研究認為此一現象與大量液體攝取及咖啡因的利尿作用有關，也有一些學者認為是由於大量食用果糖導致的腹瀉。此外，也可能是一種對於高二氧化碳血症（Hypercapnia）的生理反應，由於血液中的鉀離子（還有鈣離子）可以幫助改善酸中毒（Acidosis），因此與長期飲用其他碳酸飲料是相同的情況。

### 偽性低血鉀
偽性低血鉀是指由於實驗室的人為失誤導致的低血鉀，這種情形是由於實驗人員抽取血液後，在檢測之前讓血液檢體在溫暖的環境中（如室溫）置放數小時，使血液中有代謝活性的細胞過量地攝取鉀離子，因此造成該血液檢體的鉀離子濃度偏低。

## 病理生理學
鉀離子對許多生理功能非常重要，包括肌肉和神經活性。細胞內和細胞外的鉀離子濃度梯度所產生的電位差是神經傳導功能的重要因素，特別是在动作电位通過之後，需要鉀離子才能讓細胞膜恢復到静息电位。細胞外鉀離子濃度降低將會導致細胞膜的静息電位超极化，根據戈德曼方程，當鉀離子濃度梯度改變時，將會影響細胞膜静息電位產生超极化，結果就是超极化的細胞膜需要比正常時更大的刺激才能將細胞膜去極化以產生动作电位。
在心臟，低血鉀可能會導致心律不整，因為低血鉀使心肌細胞膜的靜息電位超極化，使鈉離子通道較容易從去活化狀態復原，因此使得負膜電位累積在心房，使動作電位更容易產生。另一方面，細胞外鉀離子濃度降低也會抑制延遲整流鉀電流（delayed rectifier potassium current, IKr ），並且延遲心室再極化，可能因此惡化心律不整的症狀。

## 治療
治療嚴重低血鉀最重要的是解決病因，例如改善飲食、治療腹瀉、或是停止使用不適合的藥物。若是病患沒有明顯的鉀離子流失或是沒有明顯的症狀則不需要治療。一般成人如無不正常的鉀離子流失，每日補充40~60mEq的鉀離子就足夠。
輕微的低血鉀（大於3.0 mEq/L）可鼓勵進食富含鉀離子的食物，如葡萄乾、香蕉、橘子、豆類、馬鈴薯等，或可以口服氯化钾（Klor-Con、Sando-K或緩釋鉀糖衣錠），由於輕微低血鉀的部分原因常是營養不良，也可以採用含鉀飲食來改善，例如綠葉蔬菜、蕃茄、柑橘、柳丁或是香蕉。對於服用利尿劑的病患則是飲食和藥物治療可以同時採用。
嚴重的低血鉀（小於3.0 mEq/L）可能需要靠靜脈輸注補充鉀離子，最常使用的是生理食鹽水，輸注速度一般為在3至4小時之內輸入20 － 40 mEq/L 氯化鉀；若是採用更快的輸注速率（20 － 25 mEq/小時）可能會導致心室心搏過速，因此需要持續監控，通常比較安全的速率是10 mEq/小時。所以即便是在嚴重地低血鉀，口服補充因為比較安全而是比較常用的治療方法。在急性期應避免使用緩釋劑配方。
當使用靜脈輸注補充鉀離子時，建議的方式是經由中央靜脈導管輸注，以避免周邊靜脈輸注常會發生的燒灼感，或是較少發生的靜脈傷害；若是必須以周邊靜脈輸注，可以用大量生理食鹽水稀釋鉀離子以降低燒灼感，或是在每50 mL 10 mEq KCL靜脈輸注液中混入1% 利多卡因3 mL。然而，加入利多卡因會提高發生醫療過失的可能性。
在低钾血症合并有镁缺乏的情况下，应先补充镁，否则补钾治疗无效。

## 其他動物

### 貓
後天因素：慢性腎衰竭是常見貓疾病，而其症狀也包括低血鉀。
先天因素：緬甸貓低血鉀（Burmese hypokalaemia），或稱「家族型陣發性低血鉀多重肌肉病變」（Familial Episodic Hypokalaemic Polymyopathy），是一種可以影響動物全身或是局部肌肉的疾病，通常頸部肌肉最易受影響，但有時只出現在四肢，這個疾病的特徵是週期性地低血鉀和血中肌酸激酶（一種表示肌肉損傷的酵素）濃度升高，臨床症狀為週期性發作的骨骼肌無力，受影響的貓表現出行走困難或者無法正確地控制頭部的動作。

#### 導致緬甸貓低血鉀的基因突變
一個由布里斯托大學（University of Bristol (Langford)）、加州大學戴維斯分校、雪梨大學、梅西大学和吉森尤斯圖斯-李比希大學的獸醫學者和基因學者所組成的研究團隊發現了導致緬甸貓低血鉀的基因突變，這個突變屬於一種自體隱性遺傳疾病，也就是兩條染色體都必須帶有突變才會導致疾病的發生，該團隊並發展出一個基因檢驗以協助診斷。

#### 容易罹患緬甸貓低血鉀的貓品種
- 馬來西亞貓（英语：Asian_(cat)）
- 澳大利亞霧貓（英语：Australian_Mist）
- 孟買貓
- 緬甸貓
- 波米拉貓（英语：Burmilla）
- 柯尼斯捲毛貓（英语：Cornish Rex）
- 德文捲毛貓
- 新加坡貓
- 斯芬克斯貓
- 蒂凡尼貓（英语：Asian Semi-longhair）
- 東奇尼貓

#### 罹病貓隻的治療
罹病的貓咪只要在牠們的飲食中補充鉀離子就可以有效地治療，通常可以緩解症狀或是降低疾病發作的頻率和嚴重度，某些貓咪甚至在1到2歲之後就不會再有症狀出現，因此可以停止治療。
在緬甸貓的幼貓中曾發現一種低血鉀週期性麻痺，這種疾病與一個自體隱性突變有關，雖然這些貓不會週期性地低血鉀，但是規律地補充氯化鉀似乎對於疾病有效。